# Axion
Axionen är en hypotetisk elementarpartikel med spinn noll, det vill säga den är en boson. Den infördes teoretiskt för att förklara varför den starka växelverkan, beskriven av kvantkromodynamiken, till synes inte bryter mot CP-symmetrin – det så kallade starka CP-problemet.

## Bakgrund
Det matematiska ramverket kring stark växelverkan, kvantkromodynamiken, utvecklades på 1960-talet. Ekvationerna innehåller en term som innebär att stark växelverkan bryter mot CP-symmetrin, något man aldrig sett i naturen eller i experiment. Helen Quinn och Roberto Peccei föreslog 1977 ett tillägg till kvantkromodynamiken. De introducerade ett annat symmetribrott som vid mycket hög energi skulle annullera termen som innebar CP-symmetribrott. 1978 påpekade Steven Weinberg och Frank Wilczek oberoende av varandra att Quinns och Pecceis tillägg ger upphov till en partikel som Wilczek kallade ”axion” efter namnet på ett tvättmedel.

## Beskrivning
Den hypotetiska partikeln axion har egenskaper som liknar π0-mesonens. Den är en boson med spinn noll och kan liksom π0-mesonen sönderfalla i två fotoner. Vid närvaro av magnetfält kan axionen sönderfalla till endast en foton. Dess massa och halveringstid är dock mycket annorlunda. Massan antas vara 10-6 < ma < 10-3 eV/c2, en bråkdel av π0-mesonens 135 x MeV/c2. Om axioner existerar är det troligt att det finns flera sorter med olika massor. Medellivslängden antas vara mycket längre än universums ålder. Axionen kan växelverka med andra axioner liksom med andra partiklar, men styrkan av växelverkan är mycket svag.
Axioner antas kunna bildas i närvaro av starka magnetfält exempelvis i stjärnor, inte minst neutronstjärnor och magnetarer. Man har letat efter axioner både i experiment på jorden och genom att observera världsrymden. I USA finns sedan 1995 Axion Dark Matter Experiment, ADMX, och i Europa sedan 2003 CERN Axion Solar Telescope (CAST). CERN planerar också ett nytt observatorium, International Axion Observatory (IAXO). De instrument man använder söker efter kända partiklar, exempelvis fotoner, som kan ha uppkommit när axioner växelverkar. Axionens massa antas ligga någonstans inom brett intervall, men detektorerna kan bara avsöka ett litet avsnitt i taget. ADMX har hittills kunnat utesluta en mindre del av intervallet.

## Mörk materia
Mörk materia antas utgöra cirka 85 % av all massa i universum. Det är okänt vad den mörka materien består av men en hypotes är axioner. Det skulle i så fall innebära att otaliga mängder axioner genomkorsar jorden varje sekund och därmed skulle kunna detekteras. Enligt en teori framlagd av Pierre Sikivie skulle axioner ge upphov till ringlika halor kring galaxer i stället för sfäriska. Genom att studera formen av galaxhalor skulle man därmed kunna få en indikation på vad den mörka materien består av.

## Obalans mellan mellan materia och antimateria
Vid Big bang bör det enligt gängse teorier ha bildats lika mycket antimateria som materia. Den synliga massan idag består dock nästan uteslutande av materia. Eventuellt kan frånvaron av antimateria förklaras som inverkan av axioner under universums allra första skede.

## Axionlika partiklar
Strängteori föreslår ett antal olika partiklar med samma matematiska struktur som axionen fast med massor som är avsevärt mycket mindre. Även dessa axionlika partiklar skulle kunna utgöra hela eller delar av universums mörka materia.